# 宇宙博音頭
「宇宙博音頭」（うちゅうはくおんど）は、1978年9月25日に ビクターより発売された橋幸夫の138枚目のシングル（MV-2019）。三沢あけみとのデュエット曲。

## 概要
- 1978年（昭和53年）は、「宇宙科学博覧会」の開催の年にあたっていた。「50年代は各地で博覧会が花ざかり、掲げるテーマも将来のビジョンの提示、観光客の誘致、地場産業の振興.....と百花繚乱」の時代で[2]、同博覧会は主に米国と日本の宇宙開発をテーマにしていた。博覧会のテーマは「宇宙一人類の夢と希望」、会期は53年7月16日から184日間であった。
- 本楽曲は 、この開催を記念して企画制作されたもので、ジャケットの歌詞頁の先頭には「宇宙科学博覧協会推薦」と明記されている。作詞は吉川静夫、作曲は渡久地政信で、佐伯孝夫や吉田正と同じくビクターを代表する二人の作家である。
- 三沢あけみとのデュエットは『大名古屋音頭』以来の10年振りで、渡久地政信作曲の楽曲は『ひとりの旅路』以来13年振り2回目の共演、作詞の吉川静夫とも久しぶりの共演、吉川の作詞で渡久地が作曲し橋が歌唱する例はこれまでになく、この点では異色作となっている。
- 歌詞は4番まであり、1番を二人で、2番を橋、3番を三沢、4番を再び二人で歌唱している。
- 橋は本曲について「私はあまりノッてなかったね」と回想。小野も「レコードを聴くと、ノッてないことがよくわかります（笑）」としている[3]。本楽曲だけでなく、音頭もののデュエットは、女性陣（三沢、金沢明子、西川峰子）が勢いよく歌い、橋は少し抑えめに唄ってバランスをとるパターンが多く、橋自身「私の淡々とした唄い方でちょうどバランスがとれる」[4]としている。
- 橋はビクター時代、吉永小百合、三沢あけみ、藤本二三代、金沢明子、山中みゆき、西川峰子、古都清乃らの多くの女性歌手とデュエットし、三沢は吉永についで曲が多い。シングルリストに掲載されているものでは「東京音頭」「東西南北音頭」「調和音頭」「大名古屋音頭」、それに今回の楽曲とであわせて5曲となるが、本曲が三沢との最後のデュエット曲となっている。
- 本楽曲は、民俗舞踊の第一人者中山義夫により振付されて、踊り方の説明が写真で解説されている。
- c/wの「UFO音頭」（歌：大泉滉）は「快作」と評されている。なお、「UFO音頭」をA面としたシングル（MV-2004。c/w：『とびいり音頭』、山本正之、作曲：山本直純、編曲：高島明彦。歌：歌：大泉滉、コーラス：ザ・ブレッスン・フォー）もビクターより発売された。

## 収録曲
1. 宇宙博音頭
作詞： 吉川静夫、作曲：渡久地政信、編曲：小川恭弘
2. UFO音頭　歌：大泉滉、コーラス：ザ・ブレッスン・フォー
作詞： 遠田美穂、作曲：山本直純、編曲：高島明彦

## 共演
三沢あけみ（デュエット）

## 収録アルバム
- 『60周年記念デュエットベスト〜星よりひそかに 雨よりやさしく〜』（2019年7月、VICL65207）。
- 『三沢あけみ ベストコレクション』（CD4枚組）Disc3に橋との共演楽曲が4曲収録されているが、本楽曲は収録されていない。
- c/wの「UFO音頭」は、コミックソングのオムニバスCD-BOX『笑ウインドウ』（CD6枚組）Disc4や、『日本の夏 オモシロ音頭大集合!』（2006年7月20日発売、VICL-62016）に収録されている。